# Stargate
Pour les articles homonymes, voir Stargate (homonymie).
Projet / Portail
Stargate ou La Porte des étoiles (au Québec) est un univers de science-fiction fondé sur des voyages entre des planètes situées dans différentes galaxies et reliées entre elles par un réseau de portes des étoiles.
À l'origine, Stargate, la porte des étoiles est un film réalisé par Roland Emmerich en 1994. À cette époque, seule une porte des étoiles extérieure est connue, celle d'Abydos. En 1997, la MGM rachète les droits sur le film et tourne l'épisode-pilote de la série télévisée Stargate SG-1, Enfants des dieux (Children of the Gods), où on découvre l'existence de tout un réseau de portes des étoiles dans la Galaxie. Des équipes d'exploration sont alors formées, composées pour la plupart de membres de l'United States Air Force. Leur principale mission est de découvrir sur d'autres mondes des technologies utiles à la défense de la Terre. Ils découvrent des civilisations extraterrestres (Asgard, Tok'ra) dont certaines se montrent hostiles (Goa'uld, Réplicateurs, Ori) et dont les technologies sont à différents stades d'évolution.
Contrairement à la plupart des films et séries de science-fiction fondés sur l'exploration de la Galaxie, l'action de Stargate ne se situe pas dans le futur mais à notre époque. Toutefois, l'existence de la porte des étoiles n'est connue que d'une infime partie de la population terrestre. L'univers de la franchise commerciale continuera de s'étendre, avec l'élargissement du cadre spatial dans les séries télévisées Stargate Atlantis qui se déroule dans une nouvelle galaxie, et Stargate Universe dont l'intrigue est centrée sur un groupe de terriens bloqué sur le Destinée, un vaisseau spatial qui erre aux confins du cosmos.
Après l'annulation de Stargate Universe, la franchise connaît un coup d'arrêt. Mais en septembre 2013, le producteur Roland Emmerich annonce qu'une nouvelle trilogie en lien avec le premier film va voir le jour, avec un premier film prévu pour 2017. Ce projet est annulé en 2016.
À la fin de 2017, la MGM annonce la création du Stargate Command, une plateforme en ligne dédiée à la franchise, avec la possibilité de revoir les films et séries Stargate. Début 2018, la plateforme diffuse une création originale, sous le format Web-série, Stargate Origins. Elle retrace les pas de la jeune Catherine Langford à la découverte du fonctionnement de la porte des étoiles. La plateforme est finalement fermée le 31 décembre 2019.

## Univers de fiction

### Histoire
En 1928 à Gizeh (Égypte), des archéologues découvrent des vestiges égyptiens révélant une machine ouvrant un passage vers une autre planète. Plus de soixante ans après, Daniel Jackson parvient à trouver les coordonnées nécessaires pour rejoindre un autre monde. Le colonel O'Neil est à la tête de l'équipe composée de scientifiques et de soldats américains, ils franchissent ensemble cette porte des étoiles, et découvrent un monde désertique nommé Abydos et dont la population est sous la coupe du tyran Goa'uld nommé Râ. Après s'être battus pour l'indépendance d'Abydos et l'élimination de la menace du Goa'uld, le colonel retourne sur Terre sans Jackson, épris du peuple des Abydossiens et de sa future femme Sha're.
Le programme "Porte des étoiles" reste alors à l'abandon pendant un an, jusqu'à ce qu'un nouvel ennemi, Apophis, attaque la base où était entreposée la porte des étoiles. Il emmène à travers la porte un soldat du SGC alors présent pour assurer la sécurité de la base. Le nouveau général du SGC, George Hammond, fait donc appel comme son prédécesseur au colonel Jack O'Neill (alors à la retraite) et à son équipe pour secourir l'otage. Ils retrouveront Daniel Jackson sur Abydos, qui les informe que la porte peut leur permettre d'atteindre bien plus de mondes qu'il ne l'avait imaginé au départ. Des équipes d'explorations composées de militaires et scientifiques sont alors formées afin de trouver des technologies capables de vaincre les Goa'ulds. Au gré de leurs expéditions, l'équipe principale SG-1 réussit à se faire des alliés comme les Asgards, la Tok'ra et les Jaffas libres. Parallèlement, ils recherchent des informations sur une civilisation disparue appelée les Anciens, les fondateurs de la mythique cité perdue Atlantis qu'ils finiront par trouver dans la galaxie de Pégase. Cette découverte s'accompagne d'un nouvel ennemi, qui se nourrit de l'énergie vitale des humains : les Wraiths. Après la disparition des Goa'ulds, de nouveaux faux dieux font leur apparition dans la Voie Lactée, les Oris, qui tentent d'imposer leur religion, Origine. Leur puissance est telle que de nombreux peuples se soumettent pour éviter d'être annihilés. Une fois toutes ces menaces éliminées, les scientifiques se concentrent sur l'étude du 9e chevron de la porte des étoiles. Ils réussissent à l'utiliser en extrême urgence, pour fuir une attaque de leur base. Ils se retrouvent malheureusement bloqués sur le Destinée, un vaisseau des Anciens, à des milliards d'années lumières de la Terre.

### Porte des étoiles
C'est un appareil de transport interstellaire qui apparaît dans le film Stargate, la porte des étoiles (dont la surface est faite de naqahdah) et qui est l'élément central de l'univers de fiction Stargate. Ces portes ont été créées par un peuple appelé « les Anciens », la race la plus évoluée ayant existé. Présents pendant des millions d'années, ils ont atteint un haut niveau de technologie bien avant l'apparition de l'Homme. Ces portes servent à manipuler l'espace-temps, principalement pour créer des trous de ver qui permettent de voyager rapidement dans l'espace-temps. Elles sont aussi appelées « stargate » en version originale, ou « chappa'ai » dans la langue fictive Goa'uld. Certains peuples de cet univers l'appellent « anneau des dieux », « cercle des ancêtres », « anneau ancestral », « portail » ou « astria porta » en ancien.

### Distribution et personnages

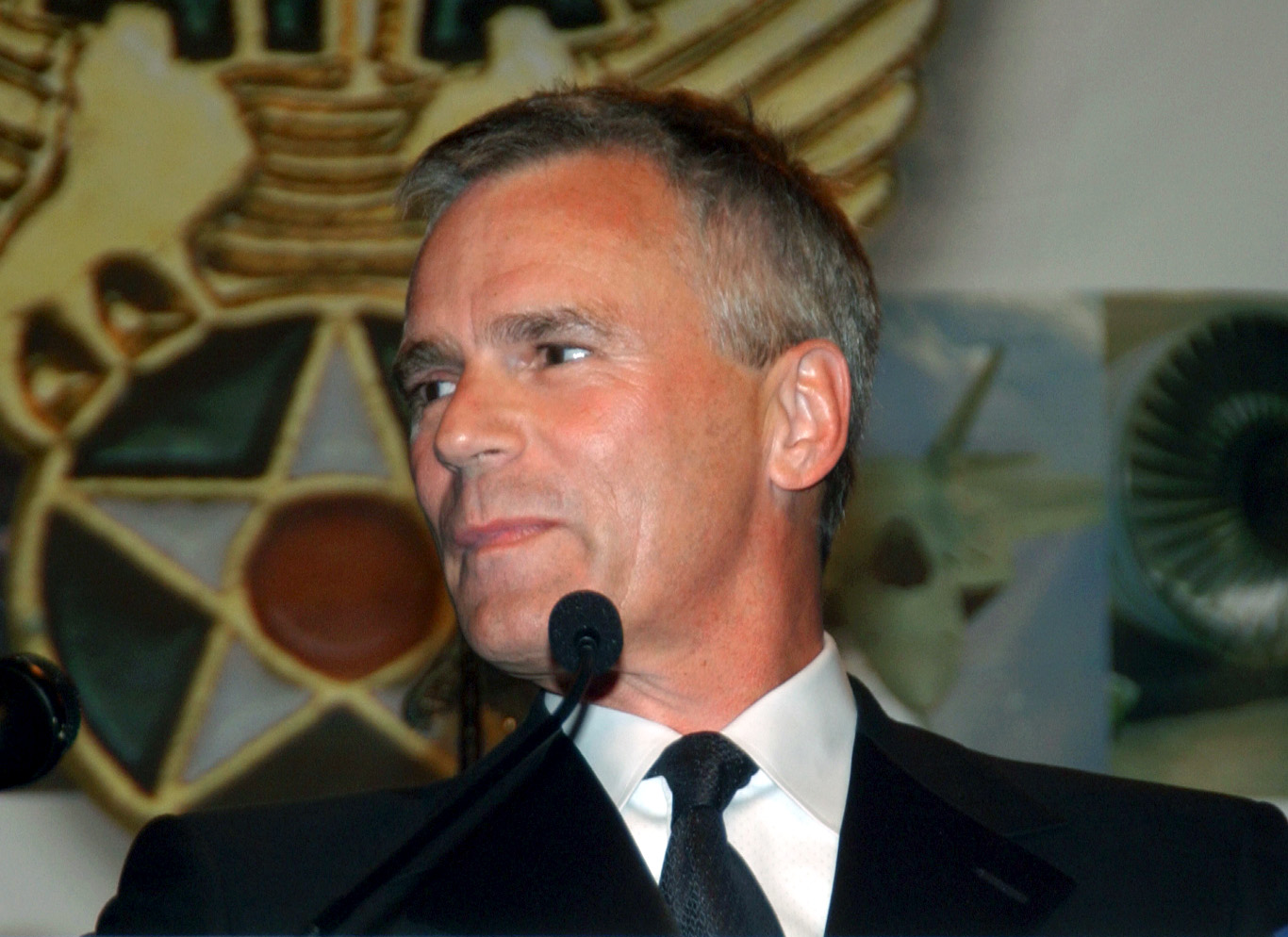
Richard Dean Anderson, acteur emblématique de Stargate dans le rôle du colonel O'Neill.

Les personnages principaux des différentes séries sont généralement différents, même si des apparitions dans d'autres séries sont régulières, notamment lors d'épisodes crossover. De plus, le milieu militaire de la franchise fait que certains personnages montent en grade et se retrouvent à des postes de commandement les faisant intervenir dans plusieurs séries.
Le film Stargate, la porte des étoiles introduit deux personnages principaux : le colonel O'Neil, qui dirige l'équipe principale d'exploration, est interprété par Kurt Russell ; et le Dr Daniel Jackson, un jeune égyptologue, interprété par James Spader. Dans les séries, les deux acteurs sont remplacés par Richard Dean Anderson et Michael Shanks. Afin de créer une équipe complète pour la première série Stargate SG-1, de nouveaux personnages sont créés, Amanda Tapping joue le rôle du capitaine Samantha Carter et Christopher Judge celui de Teal'c, un jaffa rebelle qui décide de rejoindre la Terre. Pour combler les absences des acteurs, d'autres personnages sont créés, comme Jonas Quinn, joué par l'acteur Corin Nemec pendant une saison en remplacement du Dr Daniel Jackson (Michael Shanks). Cameron Mitchell (Ben Browder) et Vala Mal Doran (Claudia Black) sont introduits pour lancer une nouvelle ère dans la série à partir de la saison 9.
Le personnage du docteur Elizabeth Weir qui commande l'expédition sur Atlantis est joué par Jessica Steen lors de la fin de la saison 7 de Stargate SG-1. Cependant l'actrice est remplacée par Torri Higginson dès le premier épisode de Stargate Atlantis. Pour cette série dérivée, David Hewlett incarne Rodney McKay, un brillant astrophysicien qui avait fait quelques apparitions dans Stargate SG-1,. Joe Flanigan prend le rôle du militaire le plus haut gradé de la série : le major John Sheppard. Enfin, Rainbow Sun Francks interprète le lieutenant Aiden Ford ; contaminé par une enzyme wraith lors du siège de la cité par les Wraiths. Cette série reprend le même schéma (militaires, scientifiques et extraterrestres) que Stargate SG-1, puisque pour compléter cette équipe d'exploration Teyla Emmagan (Rachel Luttrell) et Ronon Dex (Jason Momoa), deux personnages étrangers à la Terre viennent renforcer ce casting. Samantha Carter est le seul personnage principal à être transféré vers une autre série, au début de la saison 4, elle prend le commandement de la cité en remplacement du Dr Weir. Elle est remplacée au début de la saison 5 par Richard Woolsey, interprété par l'acteur Robert Picardo. Ce personnage est surtout connu en tant que bureaucrate de la CIS dans Stargate SG-1, c'est donc une surprise de le retrouver dans ce rôle-là.
Pour Stargate Universe, c'est Robert Carlyle qui est choisi pour le premier rôle, celui du Dr Nicholas Rush. Les créateurs de la série voulaient un acteur de ce « calibre » pour incarner un personnage « fort ». De nombreux autres acteurs ont rejoint ce casting très fourni en personnages principaux et récurrents : Justin Louis (Colonel Everett Young), David Blue (Eli Wallace), Brian J. Smith (Lieutenant Matthew Scott), Jamil Walker Smith (Sergent Ronald Greer), Elyse Levesque (Chloe Armstrong), Alaina Huffman (Tamara Johansen) et Ming-Na (Camile Wray). Tous ces personnages se retrouveront bloqués ensemble sur le Destinée sans possibilité de retour sur Terre.
| Personnages                          | Film                                  | Séries télévisées         | Séries télévisées             | Séries télévisées             | Web-série               | Série animée                  |
| Personnages                          | Stargate, la porte des étoiles (1994) | Stargate SG-1 (1997-2007) | Stargate Atlantis (2004-2009) | Stargate Universe (2009-2011) | Stargate Origins (2018) | Stargate Infinity (2002-2003) |
| Membres du SGC                       | Membres du SGC                        | Membres du SGC            | Membres du SGC                | Membres du SGC                | Membres du SGC          | Membres du SGC                |
| ------------------------------------ | ------------------------------------- | ------------------------- | ----------------------------- | ----------------------------- | ----------------------- | ----------------------------- |
| Jack O'Neill                         | Kurt Russell                          | Richard Dean Anderson     | Richard Dean Anderson         | Richard Dean Anderson         |                         |                               |
| Daniel Jackson                       | James Spader                          | Michael Shanks            | Michael Shanks                | Michael Shanks                |                         |                               |
| Charles Kawalsky                     | John Diehl                            | Jay Acovone               |                               |                               |                         |                               |
| Samantha Carter                      |                                       | Amanda Tapping            | Amanda Tapping                | Amanda Tapping                |                         |                               |
| Walter Harriman                      |                                       | Gary Jones                | Gary Jones                    | Gary Jones                    |                         |                               |
| Bill Lee                             |                                       | Bill Dow                  | Bill Dow                      | Bill Dow                      |                         |                               |
| Kevin Marks                          |                                       | Martin Christopher        | Martin Christopher            | Martin Christopher            |                         |                               |
| Teal'c                               |                                       | Christopher Judge         | Christopher Judge             |                               |                         |                               |
| Hank Landry                          |                                       | Beau Bridges              | Beau Bridges                  |                               |                         |                               |
| Sergent Siler                        |                                       | Dan Shea                  | Dan Shea                      |                               |                         |                               |
| Paul Davis                           |                                       | Colin Cunningham          | Colin Cunningham              |                               |                         |                               |
| George Hammond                       |                                       | Don S. Davis              | mentionné                     | mentionné                     |                         |                               |
| Vala Mal Doran                       |                                       | Claudia Black             |                               |                               |                         |                               |
| Cameron Mitchell                     |                                       | Ben Browder               |                               |                               |                         |                               |
| Janet Fraiser                        |                                       | Teryl Rothery             |                               |                               |                         |                               |
| Jonas Quinn                          |                                       | Corin Nemec               |                               |                               |                         |                               |
| Membres d'Atlantis                   |                                       |                           |                               |                               |                         |                               |
| Rodney McKay                         |                                       | David Hewlett             | David Hewlett                 | David Hewlett                 |                         |                               |
| Elizabeth Weir                       |                                       | Torri Higginson           | Torri Higginson               | Torri Higginson               |                         |                               |
| Richard Woolsey                      |                                       | Robert Picardo            | Robert Picardo                | Robert Picardo                |                         |                               |
| John Sheppard                        |                                       | Joe Flanigan              | Joe Flanigan                  |                               |                         |                               |
| Radek Zelenka                        |                                       | David Nykl                | David Nykl                    |                               |                         |                               |
| Evan Lorne                           |                                       | Kavan Smith               | Kavan Smith                   |                               |                         |                               |
| Teyla Emmagan                        |                                       |                           | Rachel Luttrell               |                               |                         |                               |
| Ronon Dex                            |                                       |                           | Jason Momoa                   |                               |                         |                               |
| Carson Beckett                       |                                       |                           | Paul McGillion                |                               |                         |                               |
| Aiden Ford                           |                                       |                           | Rainbow Sun Francks           |                               |                         |                               |
| Jennifer Keller                      |                                       |                           | Jewel Staite                  |                               |                         |                               |
| Membres du Destinée                  |                                       |                           |                               |                               |                         |                               |
| Nicholas Rush                        |                                       |                           |                               | Robert Carlyle                |                         |                               |
| Everett Young                        |                                       |                           |                               | Justin Louis                  |                         |                               |
| Eli Wallace                          |                                       |                           |                               | David Blue                    |                         |                               |
| Camile Wray                          |                                       |                           |                               | Ming-Na                       |                         |                               |
| Matthew Scott                        |                                       |                           |                               | Brian J. Smith                |                         |                               |
| Ronald Greer                         |                                       |                           |                               | Jamil Walker Smith            |                         |                               |
| Chloe Armstrong                      |                                       |                           |                               | Elyse Levesque                |                         |                               |
| Tamara Johansen                      |                                       |                           |                               | Alaina Huffman                |                         |                               |
| Aliens et humains ennemis de l'armée |                                       |                           |                               |                               |                         |                               |
| Râ                                   | Jaye Davidson Dax Biagas (enfant)     |                           |                               |                               |                         |                               |
| Apophis                              |                                       | Peter Williams            |                               |                               |                         |                               |
| Anubis                               |                                       | David Palffy              |                               |                               |                         |                               |
| Acastus Kolya                        |                                       |                           | Robert Davi                   |                               |                         |                               |
| Michael Kenmore                      |                                       |                           | Connor Trinneer               |                               |                         |                               |
| Simeon                               |                                       |                           |                               | Robert Knepper                |                         |                               |
| Wilhelm Brücke                       |                                       |                           |                               |                               | Aylam Orian             |                               |
| Da'kyll                              |                                       |                           |                               |                               |                         | Mark Acheson                  |
| Pahk'kal                             |                                       |                           |                               |                               |                         | Mackenzie Gray                |
| Humains et aliens alliés à l'armée   |                                       |                           |                               |                               |                         |                               |
| Catherine Langford                   | Viveca Lindfors Kelly Vint (enfant)   | Elizabeth Hoffman         |                               |                               | Ellie Gall              |                               |
| Skaara                               | Alexis Cruz                           | Alexis Cruz               |                               |                               |                         |                               |
| Sha're                               | Mili Avital                           | Vaitiare Bandera          |                               |                               |                         |                               |
| Kasuf                                | Erick Avari                           | Erick Avari               |                               |                               | Daniel Rashid           |                               |
| James Beal                           |                                       |                           |                               |                               | Philip Alexander        |                               |
| Wasif                                |                                       |                           |                               |                               | Shvan Aladdin           |                               |
| Paul Langford                        |                                       |                           |                               |                               | Connor Trinneer         |                               |
| Fugitifs du SGC                      |                                       |                           |                               |                               |                         |                               |
| Gus Bonner                           |                                       |                           |                               |                               |                         | Dale Wilson                   |
| Stacey Bonner                        |                                       |                           |                               |                               |                         | Tifanie Christun              |
| R.J. Harrison                        |                                       |                           |                               |                               |                         | Mark Hildreth                 |
| Seattle Montoya                      |                                       |                           |                               |                               |                         | Bettina Bush                  |
| Draga                                |                                       |                           |                               |                               |                         | Kathleen Barr                 |
| Ec'co                                |                                       |                           |                               |                               |                         | Cusse Mankuma                 |

### Lieux et planètes

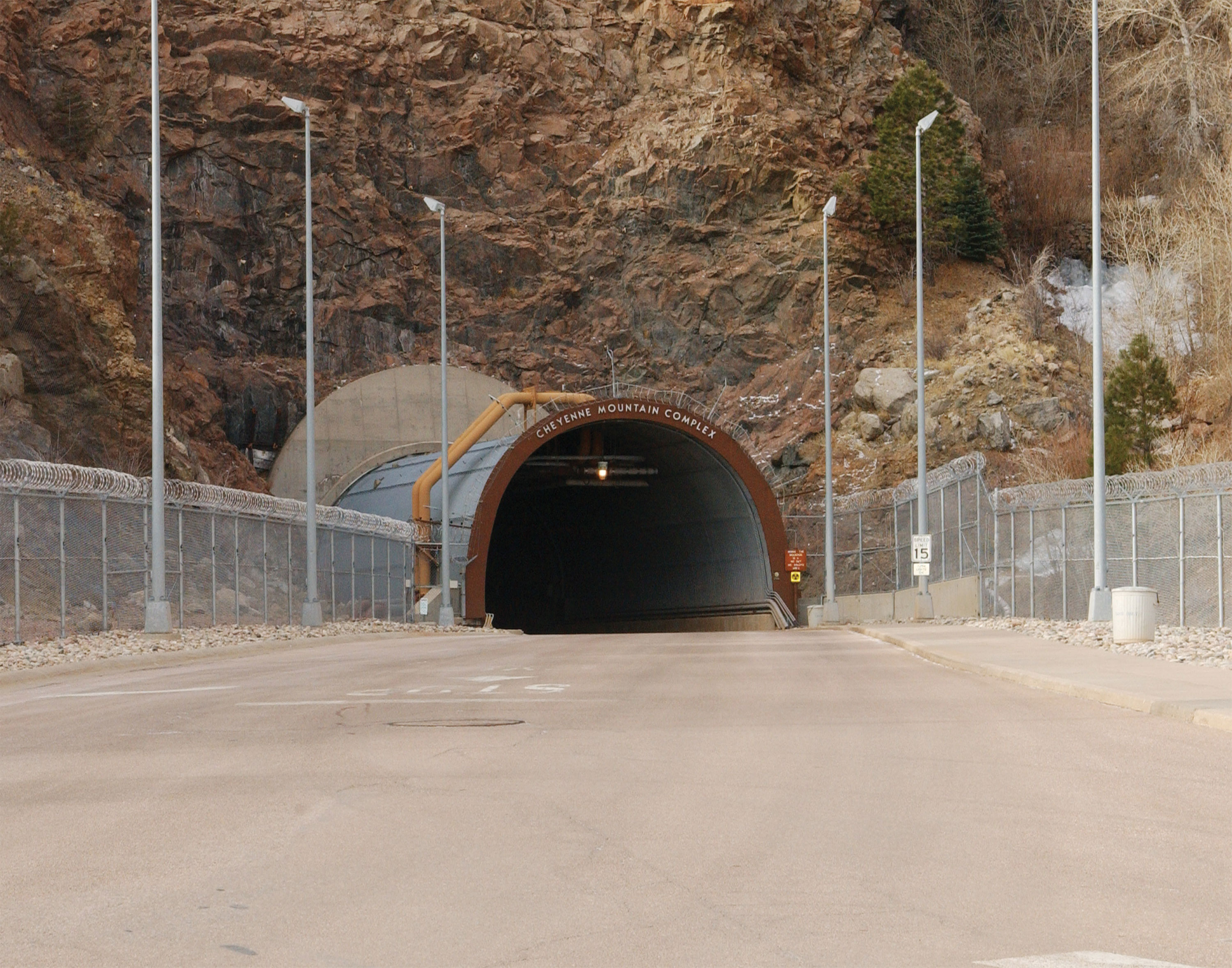
L'entrée de Cheyenne Mountain, telle qu'elle apparait dans de nombreux épisodes.

L'univers de Stargate repose essentiellement sur l'exploration de nouvelles planètes. Celles-ci changent quasiment à chaque épisode et seules quelques-unes possèdent un nom (Abydos, Chulak, Tollana…). Les autres sont désignées par un code composé d'une série de chiffres et de lettres du type « P4X-639 ».
De manière générale, les équipes d'exploration partent et reviennent sur un lieu qui leur sert de base principale. Pour les films, la série SG-1 et la série animée Infinity, il s'agit du Stargate Command (aussi appelé SGC). Ce lieu est situé sous Cheyenne Mountain, une base de l'armée de l'air américaine qui existe réellement dans le Colorado et dont l'entrée qui a été filmée par les équipes de la série, apparait régulièrement au début des épisodes de Stargate SG-1. La série dérivée Stargate Atlantis est intitulée ainsi parce que l'intrigue se déroule en grande partie sur la cité d'Atlantis. Les scénaristes se sont donc inspirés librement du mythe antique de l'Atlantide. Pour Universe, la dernière série, c'est un vaisseau spatial, le Destinée, qui sert de lieu de vie aux personnages.

### Peuples et espèces

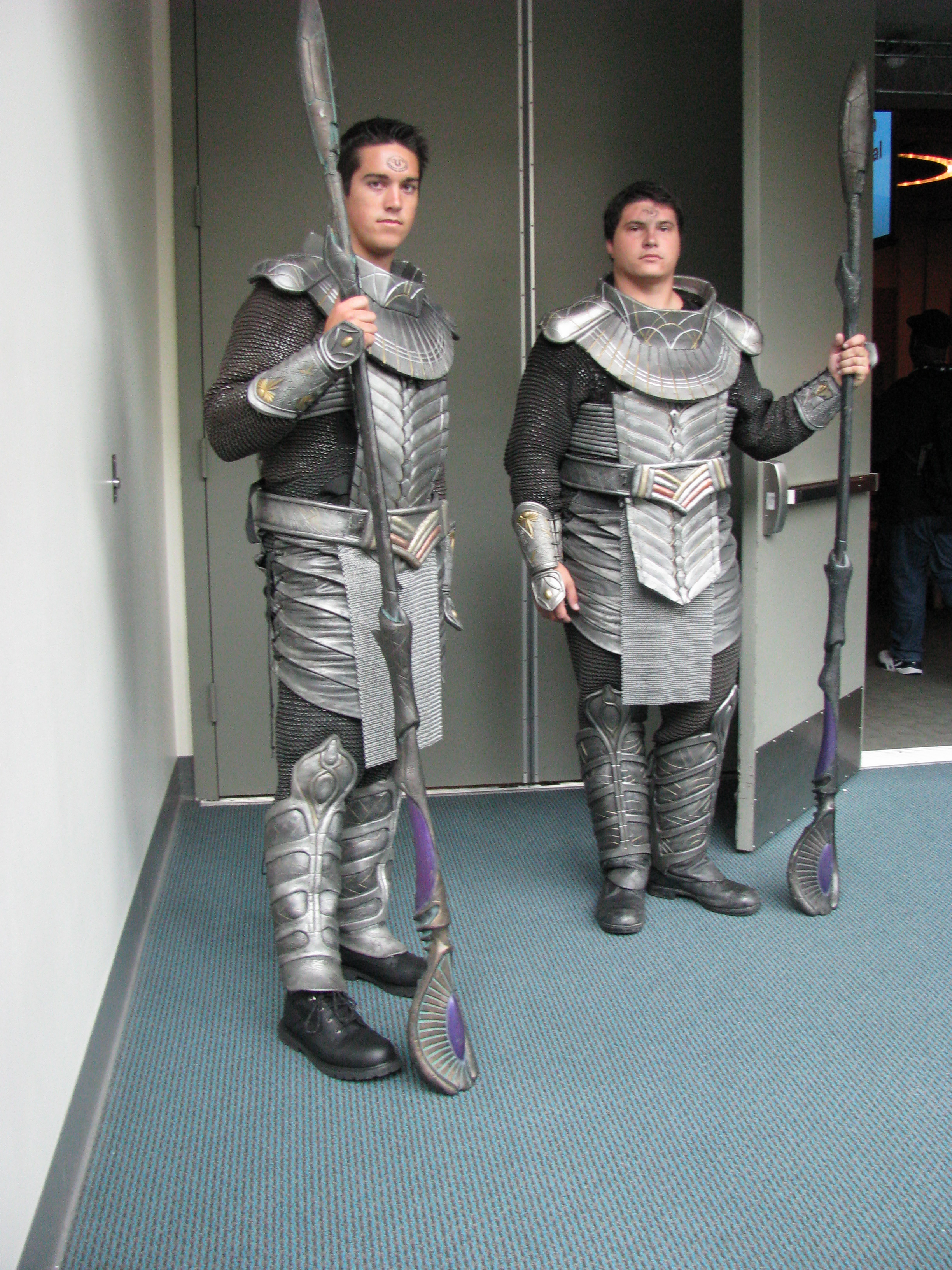
Deux cosplayers habillés en jaffas.

En plus des Terriens, l'univers de Stargate regorge de civilisations différentes, plus ou moins avancées. Comme les planètes, certains peuples n'apparaissent que dans un épisode, d'autres sont récurrents comme les Tollans ou les Genii. Les principaux peuples amis sont les Asgards ou la Tok'ra, et les principaux peuples ennemis sont les Goa'uld ou les Wraiths. Dans l'univers de Stargate SG-1, presque toutes les civilisations rencontrées ont un lien avec la Terre (notamment au niveau mythologique), car les Goa'ulds ont transféré à partir de celle-ci de nombreuses populations un peu partout dans la Galaxie, pour s'en servir de « réserve de recrutement ». Sur Atlantis, les Anciens ont recréé la vie à l'identique de ce qu'elle était dans la Voie Lactée avant le fléau. Malheureusement, les Wraiths ont remplacé le fléau Goa'uld dans la galaxie de Pégase.
Il est à remarquer que la mise en place des portes résout élégamment trois difficultés classiques du récit de voyage interstellaire : la variété des peuples extraterrestres (qui n'ont aucune raison de ressembler à des êtres humains, ce qui les rend difficiles à filmer), le problème des langues extraterrestres (qui n'ont aucune raison d'être compréhensibles, surtout rapidement) et la variété des atmosphères et des milieux (il n'y a aucune raison pour que les planètes soient habitables par des êtres humains). La probabilité de trouver une planète habitable est très faible, celle qu'un peuple extra-terrestre soit humanoïde encore plus, et que les langues soient compréhensibles encore davantage. Ces problèmes faisaient qu'une série comme Star Trek demandait une sérieuse « suspension volontaire de l'incrédulité ».
Dans Stargate, les planètes où sont situées les portes des étoiles ont été choisies, éventuellement terraformées, et des humains (voire des plantes et des animaux terrestres) y ont été implantés dans un passé relativement lointain. Ce qui explique que tout le monde soit humain, que toutes les planètes d'accueil soient habitables (voire familières), et que toutes les langues soient à peu près compréhensibles, car apparentées à des langues terrestres anciennes. Par contre, cela n'explique pas le fait que la plupart des peuples parlent l'anglais américain : il s'agit d'une facilité de scénario pour les séries.

### Technologies

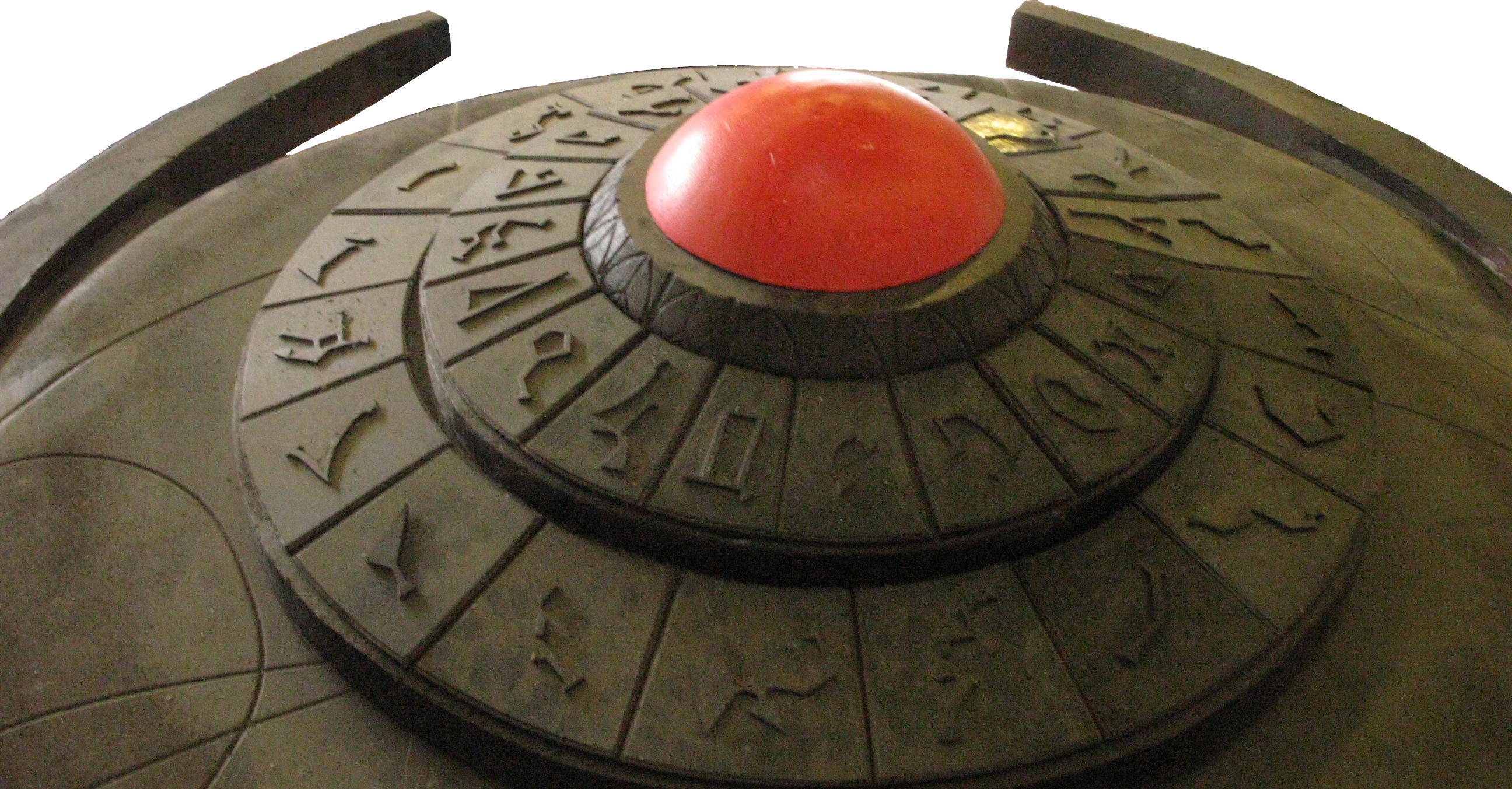
Un DHD, appareil permettant d'entrer les coordonnées de la porte des étoiles d’arrivée.

En plus de la porte des étoiles, de nombreuses technologies (armes, vaisseaux…) apparaissent au cours de la franchise. Les équipes du SGC en ramènent sur Terre pour les étudier, et éventuellement les modifier et les réutiliser.

## Évolution de la franchise
Frise chronologique des saisons et films de Stargate

### Films

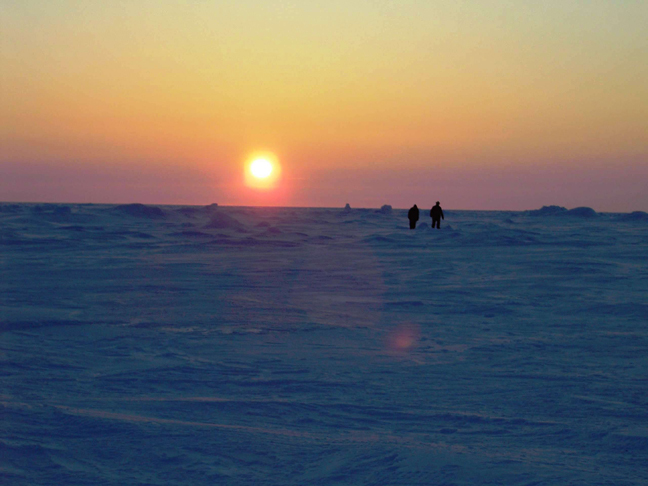
Photo prise lors du tournage de Stargate Continuum en Arctique.

- 1994 : Stargate, la porte des étoiles, de Roland Emmerich, avec Kurt Russell, James Spader[15]

Des archéologues découvrent des vestiges égyptiens révélant une machine ouvrant un passage vers une autre planète. Daniel Jackson (James Spader) parvient à trouver les coordonnées nécessaires pour l'actionner. Le colonel O'Neil (Kurt Russell) dirige l'équipe de scientifiques et de soldats américains qui franchissent cette porte des étoiles. Ils découvrent un monde désertique dont les habitants sont sous la coupe d'un tyran. Les deux films suivants, à l'origine prévus comme une trilogie, ne sont jamais sortis en raison du rachat des droits par la MGM, qui continuera l'intrigue sous forme de séries télévisées.
- 2008 : Stargate : L'Arche de vérité de Robert C. Cooper[17]

En pleine guerre contre des fanatiques religieux surpuissants nommés Ori, l'équipe terrienne SG-1 franchit une nouvelle fois la porte pour trouver une arme ancienne capable d'arrêter les armées croisées avant qu'elles ne contrôlent toute la Galaxie.
- 2008 : Stargate : Continuum de Martin Wood[18]

Fondé sur le thème du voyage dans le temps, ce film raconte l'exécution de Ba'al, le dernier des Goa'ulds, et termine le scénario commencé en 1994 dans le premier long métrage Stargate, la porte des étoiles. Une partie de l'histoire se déroule dans un lieu encore jamais exploré par l'équipe SG-1 : l'Arctique. L'équipe de tournage se rend sur ce continent pour y réaliser plusieurs scènes sur la banquise, dans des conditions climatiques difficiles. Tourné en 2007, il est disponible en DVD et en Blu-Ray depuis le 29 juillet 2008 en Amérique du Nord. Avec l'annulation du troisième vidéofilm Stargate : Révolution et de l'ensemble de la franchise Stargate en avril 2011, il termine définitivement la série télévisée Stargate SG-1.
- Projet (annulé en 2016) : Stargate (Reboot)[21]

En septembre 2013, Roland Emmerich annonce vouloir recommencer l'histoire avec une trilogie qui serait un reboot, sans tenir compte des séries télévisées et probablement sans les acteurs trop âgés du film original,. Le 29 mai 2014, la MGM et la Warner Bros annoncent officiellement un accord avec Roland Emmerich et Dean Devlin, pour recréer une trilogie basée sur le film de 1994,. Début février 2015, le journal The Hollywood Reporter annonce que les scénaristes du premier film devraient être Nicolas Wright et James Woods. Les deux co-créateurs du film original participeront aussi : Dean Devlin sera le producteur et Roland Emmerich le réalisateur,.
En 2016, Dean Devlin, interrogé par le magazine Variety, affirme que 22 ans après le premier film, il serait impensable de faire une suite. Le projet des deux cinéastes est bien de créer une nouvelle trilogie s'appuyant sur l'histoire du film original. Le producteur affirme également qu'au vu du succès de la série Stargate SG-1, le prochain film devrait s'inspirer des acteurs de la série et non pas du film de 1994. Il annonce par ailleurs que la distribution d'origine du film ne sera pas celle des futurs films. Pour raisons de complexité économique et politique, le projet est abandonné en novembre 2016.

### Séries télévisées
- 1997-2007 : Stargate SG-1[31]

Après les événements du film Stargate et une incursion d'extraterrestres par la porte des étoiles, les militaires américains prennent conscience que la porte des étoiles donne accès à de très nombreux mondes dans la Galaxie. Plusieurs équipes, dont SG-1, sont constituées pour explorer d'autres mondes et ramener des technologies leur permettant de défendre la Terre contre ses nouveaux ennemis, les Goa'ulds. Au cours de la saison 9 et jusqu'à la fin de la saison 10, un nouvel ennemi fait son apparition : les Oris.
- 2002-2003 : Stargate Infinity[32]

Cette série animée relate les aventures dans le futur d'une équipe de la Porte des étoiles. À noter que cette série présente de grandes incohérences avec le reste de la franchise, notamment dans le fonctionnement de certaines technologies comme la possibilité de traverser par l'arrière la porte des étoiles .
- 2004-2009 :Stargate Atlantis[35]

Grâce à la découverte d'une base des Anciens en Antarctique, une mission est envoyée à travers la porte vers la Cité des Anciens : Atlantis. Cette série relate leurs explorations dans la galaxie de Pégase.
- 2009-2011 : Stargate Universe[36]

Le concept tourne autour de l'utilisation du neuvième chevron de la porte des étoiles. Celui-ci permet d'accéder à l'un des vaisseaux lancés par les Anciens avant leur ascension. Ce vaisseau, le Destinée, a traversé une partie de l'Univers d'une galaxie à une autre en suivant un autre vaisseau qui dépose des portes des étoiles sur les planètes pouvant accepter la vie. L'équipage terrien, arrivé sur ce vaisseau en fin de vie (peu d'énergie et de vivres, coque endommagée...), passe d'une planète à une autre en restant environ 12 heures sur chaque planète, ce qui lui permet de chercher de quoi survivre via la porte des étoiles présente sur le vaisseau. L'atmosphère de la série est un peu différente des deux précédentes, plus sombre et un peu en huis clos. Le scénario est davantage centré sur les personnages, leurs relations, leurs histoires d'amour et de pouvoir, leurs discussions sur la poursuite de la mission des Anciens ou le retour sur Terre. Le dernier épisode de cette série arrêtée prématurément fut diffusé le 9 mai 2011 aux États-Unis.

### Web-série
- 2017 : Stargate Origins

C'est une préquelle au format web-série du film de Roland Emmerich sorti en 1994. Elle suit l'histoire de la jeune Catherine Langford, fille de l'égyptologue ayant découvert la porte des étoiles en 1928 à Gizeh.

### Produits dérivés

#### Jeux

Logo de l'application Stargate Command.

Dès la sortie en salle du premier film, l'univers de Stargate est associé à des jeux vidéo. Stargate est une adaptation de ce film sur Mega Drive et Super Nintendo sorti en 1995 et édité par Acclaim. Il y a aussi un flipper Stargate, jeu d'arcade produit en 3 600 exemplaires par Gottlieb et sorti la même année.
En 2003, Stargate SG-1 est un jeu de rôle officiel de la série en anglais utilisant le système Spycraft, publié par AEG. Son développement a été arrêté après le non-renouvellement de la licence. Toujours à l'époque des séries d'autres jeux auraient dû sortir : Stargate SG-1: The Alliance devait être un jeu vidéo de tir à la première personne (FPS) . L'éditeur JoWooD en avait acquis les droits en 2004 et avait chargé le studio Perception de la réalisation. Après des résultats non-satisfaisants et un conflit juridique entre les deux entreprises, le développement est confié à Namco qui finira aussi par abandonner en raison des coûts trop importants. Quant à Stargate Worlds cela devait être un MMORPG (Jeu de rôle en ligne massivement multijoueur) qui a aussi été annulé et son éditeur Cheyenne Mountain a fait faillite. Finalement, seul Stargate Resistance voit le jour. C'est un jeu de tir à la troisième personne sorti le 10 février 2010 grâce aux développements de Stargate Worlds. Le joueur y incarne soit un goa'uld soit un membre du SGC. Annoncé en mai 2021, Stargate : Timekeepers est le prochain jeu de la franchise prévu pour 2022, ce sera un jeu de stratégie en temps réel (RTS) édité par le studio britannique Slitherine et développé par le polonais Creative Forge.
Sur mobile, Stargate SG-1: Unleashed est une série de jeux sur smartphone dont le premier épisode est sorti le 7 mars 2013,. De même Stargate Command est l'application officielle de l'univers Stargate éditée par la même société Arkalis Interactive, elle est disponible sur Google Play et l'App Store à partir du 12 juillet 2012.
Côté jeux de société, Stargate SG-1 : La Vengeance d'Apophis (sorti en 2001) est un jeu de plateau français édité par Tilsit dont Didier Jacobée est l'auteur. En 2004, toujours sur l'univers de Stargate SG-1, Fleet Games sort un jeu de stratégie disponible uniquement en Amérique du Nord. Stargate Online TCG est un jeu de cartes sorti uniquement en anglais le 7 avril 2007, il existait à la fois une version papier, mais aussi jusqu'au 17 septembre 2010 une version en ligne.
Stargate SG-3000 est une attraction du parc Space Centre de Brême (Allemagne) sur le thème de Stargate qui a également été reprise aux États-Unis par plusieurs parcs de la chaîne Six Flags,.

#### Littérature
Le film Stargate, la porte des étoiles est aussi sorti sous forme de roman. Puis entre 1996 et 1999, Bill McCay rédige cinq livres en anglais qui présentent la suite possible de l'intrigue à partir des notes des deux scénaristes. Depuis 1998, plusieurs histoires dont certaines inédites ont été sorties par des éditeurs américains, elles se basent sur les trois séries télévisées de la franchise.
Le Stargate Magazine Officiel lancé en 2004 est le magazine officiel de la franchise en langue anglaise. Il a vu sa diffusion arrêtée en septembre 2010 après 36 numéros . En France, une collection officielle de fascicules associés à des DVD de trois épisodes de la saison 1 à 3 de Stargate SG-1 sont sortis entre 2004 et 2005.

## Réception et impact culturel

### Critiques et distinctions
Les premières critiques sur le film qui lance la franchise ne sont pas tendres : le scénario et les dialogues sont jugés faibles, il est reproché un usage important des effets spéciaux et un trop grand nombre de clichés avec notamment l'histoire d'amour entre Daniel Jackson et Sha're et un militarisme primaire avec l'armée américaine qui débarque pour sauver un peuple opprimé et illettré. Malgré cela, Stargate remporte la récompense du meilleur film de science-fiction lors de la 21e cérémonie des Saturn Awards en 1995.
En 2007, Stargate SG-1 devient la plus longue série de science-fiction produite sans interruption, c'est l’épisode Aux mains des rebelles, le 203e de la série, qui permet de battre le record établi par X-Files avec 202 épisodes. Au total, avec la fin de la 10e et dernière saison, la série cumule 214 épisodes. Ce record sera battu plus tard par Smallville avec 218 épisodes.
De manière générale, les trois séries télévisées de la franchise sont régulièrement nommées ou récompensées lors de cérémonies dédiés à la science-fiction (Saturn Awards et Prix Hugo), aux effets spéciaux (VES Award), aux productions canadiennes (Leo Awards, Constellation Awards et Prix Gemini) ou américaines (Emmy Awards et CableACE Awards).

### Communauté

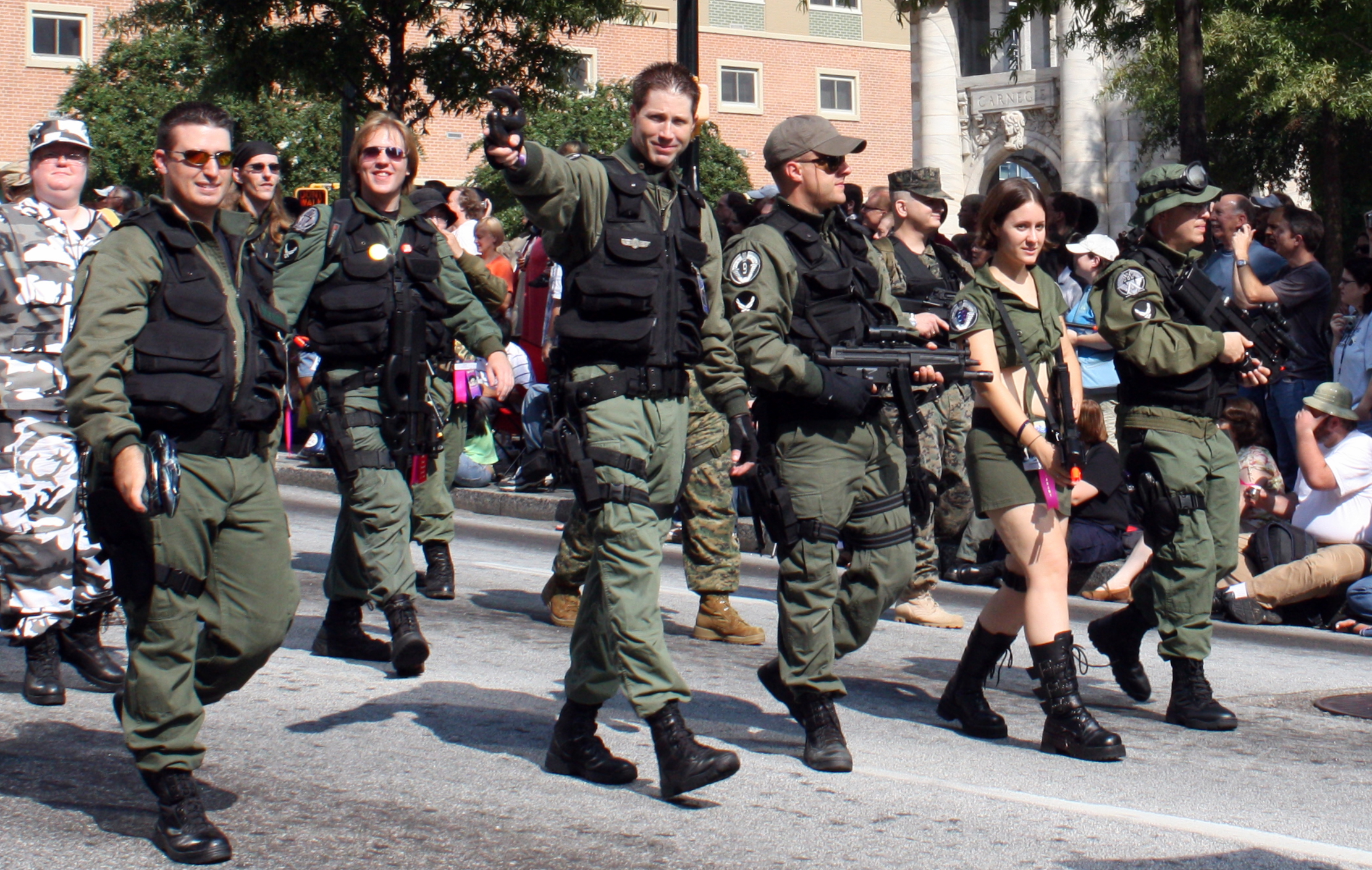
Fans portant les uniformes des équipes SG en 2008.

La célébrité de Stargate se confirme par le développement des réunions de fans dans le monde. Certaines conventions sont spécifiquement dédiées à la franchise tel que la Gatecon au Canada ou les évènements Chevron par Massive Event en Angleterre. D'autres manifestations plus générales permettent aux fans de se retrouver comme le Comic-Con qui a lieu chaque année à San Diego en Californie. À ces occasions, de nombreuses nouveautés ont été présentées (bandes-annonces des deux téléfilms, pilote de Stargate Universe…) par les producteurs et les fans pouvaient échanger avec les acteurs qui étaient présents. C'est également un moyen pour les cosplayers de montrer leurs uniformes militaires ou costumes d’extraterrestre réalisées à l'effigie des séries. En France, on retrouve quelques événements ponctuels telles que la French City Con (trois éditions entre 2002 et 2004), la Stargate Convention en février 2009, certains stands lors de la Japan Expo, le salon Paris Manga, le salon Migennes Collector ou encore dans les pôles Science-Fiction du Toulouse Game Show. On y retrouve le même concept de décors de porte des étoiles et d'expositions d'objets (props), de costumes et de décors originaux de la série (proposé par Props Memorabilia par exemple), de fans costumés, la présence d'acteurs, mais aussi de doubleurs.
Les sites internet reflètent également l’activité de la communauté. Joseph Mallozzi, producteur et scénariste de Stargate, rédige de nombreux articles sur son blogue et répond régulièrement à certaines questions postées en commentaire. Le site anglophone GateWorld est considéré comme l'un des plus importants notamment grâce à un partenariat avec la MGM. Le site dispose d'une grande base de données sur la franchise et même d'une chaine vidéo qui diffuse de nombreux reportages inédits. Le producteur Joseph Mallozzi salue même le travail réalisé sur son blogue qu'il considère comme le premier site de fans sur Internet, à un tel point que les scénaristes eux-mêmes sont redirigés vers le site pour vérifier leurs informations.
Le Musée royal de Mariemont en Belgique accueille du 21 mai au 20 novembre 2016 une exposition intitulée « De Stargate aux Comics. Les dieux égyptiens dans la culture geek », celle-ci est consacrée à l'évolution du traitement de la culture égyptienne antique dans la culture populaire. Elle regroupe notamment plusieurs objets du premier film Stargate.

### Reprise d'éléments de Stargate
L'épisode des Simpsons, Notre Homer qui êtes un dieu rend un hommage à Stargate SG-1 : on voit Richard Dean Anderson participant à une convention Stargate Sg-1 et le fait qu'Homer se fasse passer pour un dieu auprès de la population aborigène est une référence aux Goa'ulds. Dans Imaginationland : Épisode 2, la série South Park reprend le concept de porte des étoiles qui permet le passage du monde réel à Imaginationland, un monde permettant de contrôler tous les univers fictifs créés par les humains. Kurt Russell, l'acteur jouant le rôle du colonel O'Neil dans le film y est parodié en soldat s’apprêtant à traverser cette porte.
En France, un épisode de la saison 2 de Kaamelott est intitulé Stargate, dans lequel la Dame du Lac ouvre, à l'intérieur du château, une porte du Chaos, d'apparence similaire à une porte des étoiles et qui laisse passer « les pires créatures de l'Univers ». Alors qu'Arthur et Lancelot s'attendent au pire, Perceval traverse la porte : une autre porte similaire est apparue dans la cour du château.
Certains jeux vidéo reprennent le concept de « porte » comme dans Dofus (MMORPG) où les zaaps, au graphisme fortement inspiré de celui des portes des étoiles, servent à se faire transporter dans diverses zones de la carte.
L'astéroïde (99942) Apophis a été nommé ainsi, car les deux codécouvreurs Roy Tucker et David Tholen sont des fans de Stargate SG-1, Apophis étant l'un des ennemis les plus importants de la série.

## Inspirations
L'hypothèse sur laquelle se fonde le scénario s'inspire de l'ovnilogie des anciens astronautes, selon laquelle des extraterrestres auraient influencé le développement des civilisations anciennes dont les Égyptiens. Le principe de civilisations extraterrestres étant venues sur Terre pour mettre en esclavage les humains et s'étant fait passer pour des dieux est issue des théories de Zecharia Sitchin.

### Éléments provenant d'autres œuvres de fiction
Star Trek et Star Wars sont deux univers de fiction nés avant Stargate qui influencent fortement cette dernière avec notamment des clins d'œil réguliers.
Sur le plan technologique, l'invisibilité des vaisseaux des Anciens rappelle les boucliers occulteurs des vaisseaux Romuliens, Klingons et du Defiant. La téléportation des Anciens et des Asgards est assimilable à la téléportation utilisée par la plupart des peuples de la série Star Trek.
Côté population, les Réplicateurs assimilent la technologie comme le font les Borgs, un autre peuple similaire dans la série Star Trek. Chacun des peuples s'adapte rapidement aux armes utilisées à son encontre et s'immunise. Dans le téléfilm Stargate : l'Arche de Vérité, on voit les Réplicateurs assimiler un humain en utilisant des implants mécaniques ainsi que le font les Borgs. Les Anciens qui se sont élevés constitués de pure énergie, ils ressemblent beaucoup à un peuple de Star Trek appelé les Organiens qui eux aussi ont évolué sous forme d'énergie. Les membres de la Tok'ra portent volontairement des symbiotes tout comme les Trill de Star Trek. Les points communs entre ces deux peuples sont l'acquisition de la mémoire et des connaissances des hôtes précédents ainsi que la symbiose volontaire et pacifique entre l'hôte et celui qu'il héberge (contrairement aux Goa'ulds, qui eux, choisissent des hôtes de force).
De multiples allusions y sont également faites par les personnages, l'action des épisodes étant contemporaine. Par exemple, lors d'un interrogatoire, le colonel O'Neill prétend être le capitaine James T. Kirk avant de se rétracter et de préférer Luke Skywalker. Plus tard il a aussi voulu baptiser le Prométhée en Enterprise, célèbre vaisseau de Star Trek.
De nombreux acteurs de Star Trek ont été invités ou ont joué un personnage récurrent dans la série Stargate : John Billingsley, Robert Picardo, Connor Trinneer, Marina Sirtis, Jolene Blalock, etc.
Le scénario de certains épisodes reprend également celui de films comme l'impact d'un astéroïde dans Armageddon. Richard Dean Anderson est fan de Les Simpson, son personnage O'Neill y faisant de multiples allusions au cours de la série. L'acteur qui double Homer Simpson en VO (Dan Castellaneta) joue dans l'épisode Rien à Perdre (Citizen Joe) de la saison 8.

### Mythologie et religion
Dans l'univers fictif de Stargate, les extraterrestres, notamment les Goa'ulds, les Asgards ou les Anciens, empruntent le nom des dieux de différentes mythologies :
- Hindouisme
  - La déesse Kâlî : le Goa'uld Kâlî.
  - La déesse Nirritî : le Goa'uld Nirrti.

- Légendes arthuriennes
  - L'île d'Avalon servant de dernier refuge : les cavernes d'Avalon au Royaume-Uni.
  - La ville Camelot : la planète Camelot.
  - Merlin l'Enchanteur : l'Ancien Merlin.
  - La fée Morgane : l'Ancienne Morgane.

- Mythologie africaine
  - Le dieu Olokun : le  Goa'uld Olokun.

- Mythologie aztèque
  - La déesse Chalchiuhtlicue : le Goa'uld Chalchiutlicué.
  - Le dieu Quetzalcóatl : le géant des brumes Quetzalcoatl.
  - L'ancienne ville des Toltèques Tula : la planète Tollan.

- Mythologie carthaginoise
  - Le dieu Ba'al Hammon, le  Goa'uld Ba'al.

- Mythologie celtique
  - Le dieu Cumhal : le  Goa'uld Camulus.
  - Le dieu Grannos : le Goa'uld Granus.
  - L'archipel du Royaume-Uni Hébrides : la planète Hébrida.
  - La déesse Morrigan : le  Goa'uld Morrigan.

- Mythologie chinoise
  - Le général Yu le Grand : le  Goa'uld Yu.

- Mythologie égyptienne
  - L'ancienne ville d'Égypte antique Abydos : la planète Abydos.
  - La déesse Amemet : le Goa'uld Amonet.
  - Le dieu Anubis : le  Goa'uld Anubis.
  - Le dieu Apophis : le  Goa'uld Apophis.
  - La déesse Bastet : le  Goa'uld Bastet.
  - L'ancienne ville d'Égypte antique Boubastis : la planète Bubastis.
  - Le dieu Harsiesis (une forme d'Horus) : l'enfant Harsiésis Shifu.
  - La déesse Hathor : la reine Goa'uld Hathor.
  - L'ancienne ville d'Égypte antique Héliopolis : la planète Héliopolis.
  - Le dieu Horus : le  Goa'uld Heru-ur.
  - Le vizir Imhotep, le Goa'uld Imhotep.
  - La déesse Isis : le Goa'uld Isis.
  - Le dieu Khonsou : le Tok'ra Khonsu.
  - Le dieu Montou : le Goa'uld Montou
  - Le dieu Nefertoum : le Goa'uld Nephertum.
  - La déesse Nout : le Goa'uld Nout.
  - Le dieu Osiris : le  Goa'uld Osiris.
  - Le pharaon Ounas : la race des Unas
  - La déesse Qadesh : le Goa'uld Qetesh.
  - Le dieu Râ : le  Goa'uld suprême Râ.
  - La déesse Sekhmet : le Goa'uld Sekhmet.
  - La déesse Serket : le Goa'uld Selkhet.
  - Le dieu Seth : le  Goa'uld Seth.
  - Le dieu Sobek : le  Goa'uld Sobek.
  - Le dieu Sokaris : le  Goa'uld Sokar.
  - Le dieu Thot : le Goa'uld Thot.

- Mythologie grecque
  - Ancienne ville de la Grèce antique Argos : la planète Argos.
  - Le dieu Arès : le  Goa'uld Arès.
  - Le continent de l'Atlantide : la cité des Anciens Atlantis.
  - La déesse Athéna : le Goa'uld Athéna.
  - Le dieu Bynarr : le Goa'uld Bynarr.
  - Le Titan Cronos : le  Goa'uld Cronos.
  - Le monde de l'Érèbe : la planète Erebus servant de camp de travaux forcés pour Ba'al.
  - Le dieu Nérée : le Goa'uld Nérus.
  - Le héros Pélops : le Goa'uld Pélops.
  - Le roi Pyrrhus : le Goa'uld Pyrus.
  - Le monde du Tartare : la planète volcanique Tartarus servant de base au  Goa'uld Anubis.
  - Le dieu Thanatos : le Goa'uld Thanos.
  - Le génie vengeur Zaren : le Tok'ra Zaren.

- Mythologie japonaise
  - La déesse du soleil Amaterasu : le  Goa'uld Amaterasu.

- Mythologie maya
  - Le dieu Chac : le Goa'uld Telchak.
  - Le géant Zipacna : le Goa'uld Zipacna.

- Mythologie mésopotamienne
  - Le dieu Bēl : le Goa'uld Belus.
  - Le dieu Ishkur : le  Goa'uld Ishkur.
  - Le dieu Mardouk : le  Goa'uld Marduk.
  - La déesse Omoroca : la Oannes Omoroca.
  - La déesse Tiamat : la Oannes Tiamat.

- Mythologie nordique
  - La cité d'Asgard : le peuple des Asgards.
  - Le dieu Ægir : l'Asgard Aegir.
  - La déesse Freyr : l'Asgard Freyr.
  - Le dieu Heimdall : l'Asgard Heimdall.
  - Le dieu Hermód : l'Asgard Hermiod.
  - Le dieu Kvasir : l'Asgard Kvasir.
  - Le dieu Loki : l'Asgard Loki.
  - Le dieu Thor : l'Asgard Thor.
  - Le nain Galar : la planète Galar.

- Mythologie phénicienne
  - La déesse Tanit : le Goa'uld Tanith.
  - Le dieu Baal : le  Goa'uld Ba'al.
  - Le dieu Mot : le Goa'uld Mot.
  - Le dieu Moloch : le Goa'uld Moloc.
  - Le roi Téglath-Phalasar Ier : le Goa'uld Tilgath.

- Mythologie romaine
  - La déesse Nyx : le peuple des Nox.
  - Le dieu Janus : l'Ancien Janus.
  - Le fondateur de Rome Rémus : le Goa'uld Ramius.
  - La nymphe Égérie : la reine Tok'ra Égéria.

- Mythologie slave
  - Le dieu Svarog : le  Goa'uld Svarog.